# Макгроу, Эли
Элизабет Элис «Эли» Макгроу (англ. Elizabeth Alice «Ali» MacGraw; род. 1 апреля 1939) — американская актриса, номинант на премию «Оскар», обладательница премии «Золотой глобус».

## Биография
Элизабет Элис Макгроу родилась в городке Паунд-Ридж (штат Нью-Йорк). Её мать была еврейкой, дочерью иммигранта из Будапешта, художницей-новатором, которая до поселения в Гринвич-Виллидж преподавала в Париже. Отец родился в Нью-Джерси, детство провел в приюте. Он сбежал из приюта, когда ему было 16 лет, изучал искусство в Мюнхене. Макгроу вспоминала: «Папа был пуглив и очень зол. Он так и не простил своих настоящих родителей за то, что они отказались от него». Став взрослым, он постоянно подавлял гнев, который накапливался в отношении родителей. Она описала своего отца как «жестокого». У неё также есть брат.
После выпуска из колледжа Эли начала работать в 1960 году помощником фотографа в журнале «Harper's Bazaar». Помимо этого, она работала фотомоделью для журнала «Vogue», а также дизайнером интерьера. Кроме того, она снялась в нескольких рекламных роликах для компании «Polaroid».
После того как она сыграла в фильме «Прощай, Колумб» (1969), Эли заметили кинокритики. Однако настоящая слава пришла в 1970 году после выхода фильма «История любви», в котором Эли снялась в роли смертельно больной бедной девушки, вышедшей замуж за парня из богатой семьи. За исполнение этой роли она получила «Золотой глобус» и была номинирована на «Оскар». Награда, тем не менее, ушла к Гленде Джексон за роль в фильме «Влюблённые женщины».
В 1972 году Эли снялась в фильме «Побег» вместе со своим будущим мужем Стивом Маккуином. Другие значительные работы в кино включали «Конвой» (1978), «Игроки» (1979), «Лучше скажи, что ты хочешь» (1980), а также роли в мини-сериалах «Китайская роза» и «Ветры войны» (1983). В 1985 году Эли снялась в сериале «Династия» в роли Леди Эшли Митчелл.
В 2006 году состоялся дебют Эли Макгроу на Бродвее. В 2008 году журнал «GQ» включил её в список 25 самых сексуальных женщин в кино за её роль в фильме «Побег».

## Личная жизнь
Эли Макгроу признала, что в юности сделала аборт. С 1961 по 1962 год она была замужем за банкиром Робином Хоэном. 
24 октября 1969 года Эли вышла замуж за кинопродюсера Роберта Эванса, став третьей его женой из семи. Их сын, Джош Эванс, родился 16 января 1971 года. После развода они поддерживали хорошие отношения и несколько раз появлялись вместе на публике. 
31 августа 1973 года Эли вышла замуж за актёра Стива Маккуина, с которым развелась в 1978 году. 
В настоящее время у Эли два дома: в Санта-Фе и Лос-Анджелесе.

## Фильмография
| Год  |    | Русское название           | Оригинальное название      | Роль              |
| ---- | -- | -------------------------- | -------------------------- | ----------------- |
| 1968 | ф  | Прекрасный способ умереть  | A Lovely Way to Die        | Мелоди            |
| 1969 | ф  | Прощай, Колумб             | Goodbye, Columbus          | Бренда Патимкин   |
| 1970 | ф  | История любви              | Love Story                 | Дженни            |
| 1972 | ф  | Побег                      | The Getaway                | Кэрол Маккой      |
| 1978 | ф  | Конвой                     | Convoy                     | Мелисса           |
| 1979 | ф  | Игроки                     | Players                    | Николь            |
| 1980 | ф  | Лучше скажи, что ты хочешь | Just Tell Me What You Want | Боунс Бертон      |
| 1983 | с  | Ветры войны                | The Winds of War           | Натали Джастроу   |
| 1983 | тф | В поисках сына             | China Rose                 | Роуз Эрроу        |
| 1985 | с  | Династия                   | Dynasty                    | леди Эшли Митчелл |
| 1985 | ф  | Элитное убийство           | Murder Elite               | Дайан Бейкер      |
| 1992 | тф | —                          | Survive the Savage Sea     | Клэр Карпентер    |
| 1993 | тф | —                          | Gunsmoke: The Long Ride    | Джейн Меркел      |
| 1994 | ф  | Естественные причины       | Natural Causes             | Френ Джейкс       |
| 1997 | ф  | Пророк                     | Glam                       | Линн Трейверс     |